# Žovkva
Žovkva (polsky Żółkiew; německy Schowkwa; ukrajinsky Жовква; rusky Жолква; v letech 1951–1991 Nesterov) je město ve Lvovské oblasti na západní Ukrajině. Leží ve vrchovině Roztoččja, asi 30 km severozápadně od Lvova. Žije zde přibližně 13 600 obyvatel. V centru města se zachovalo mnoho architektonických památek. V 17. století bylo město rezidencí polského krále Jana III. Sobieského. V letech 1940–2020 bylo sídlem Žovkevského rajónu, po jeho zrušení bylo začleněno pod nový Lvovský rajón.

## Dějiny

### Založení města, jeho rozkvět (1597–1772)

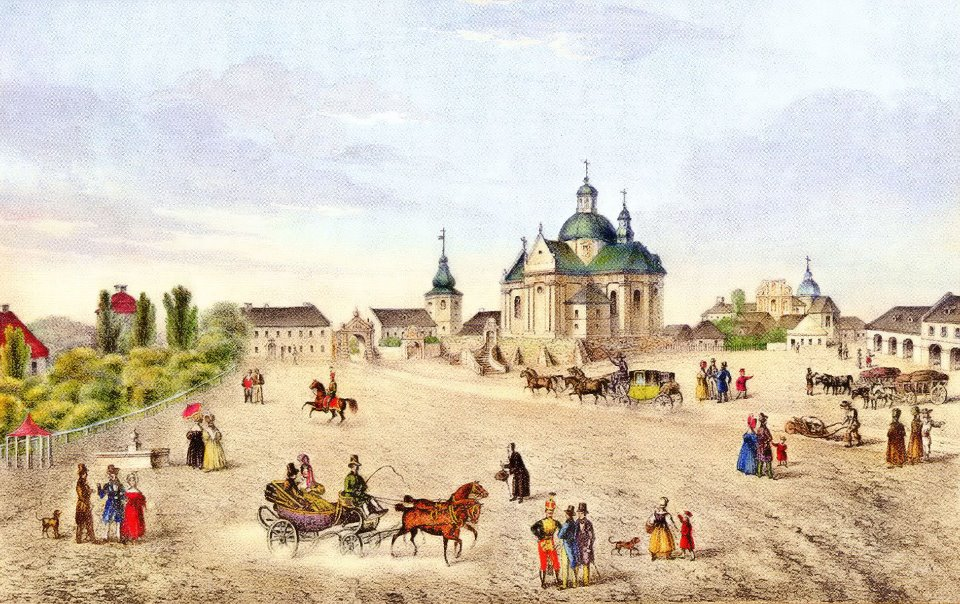
Karel Auer: Centrální náměstí (cca 1858)

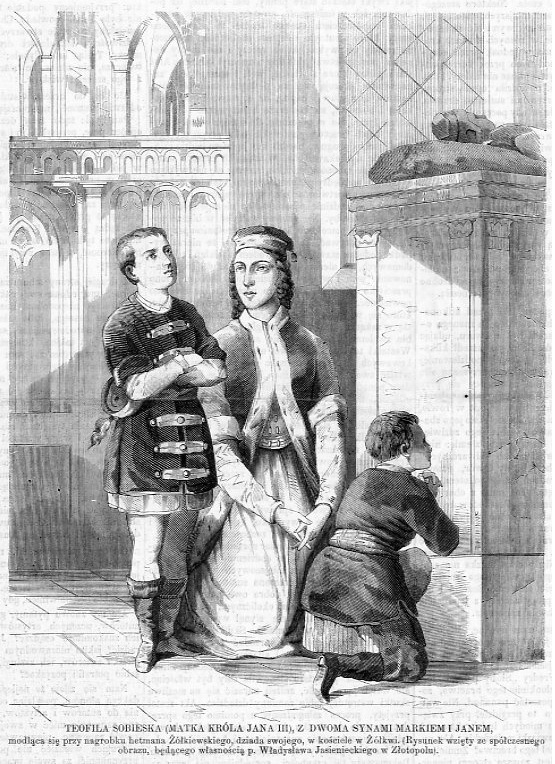
Teofilie Sobieská, se syny Markem a Janem, při modlitbě u náhrobku hejtmana Žulkievského

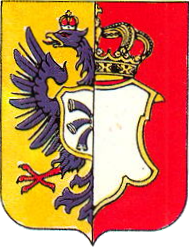
Znak Žovkvy během habsburské monarchie

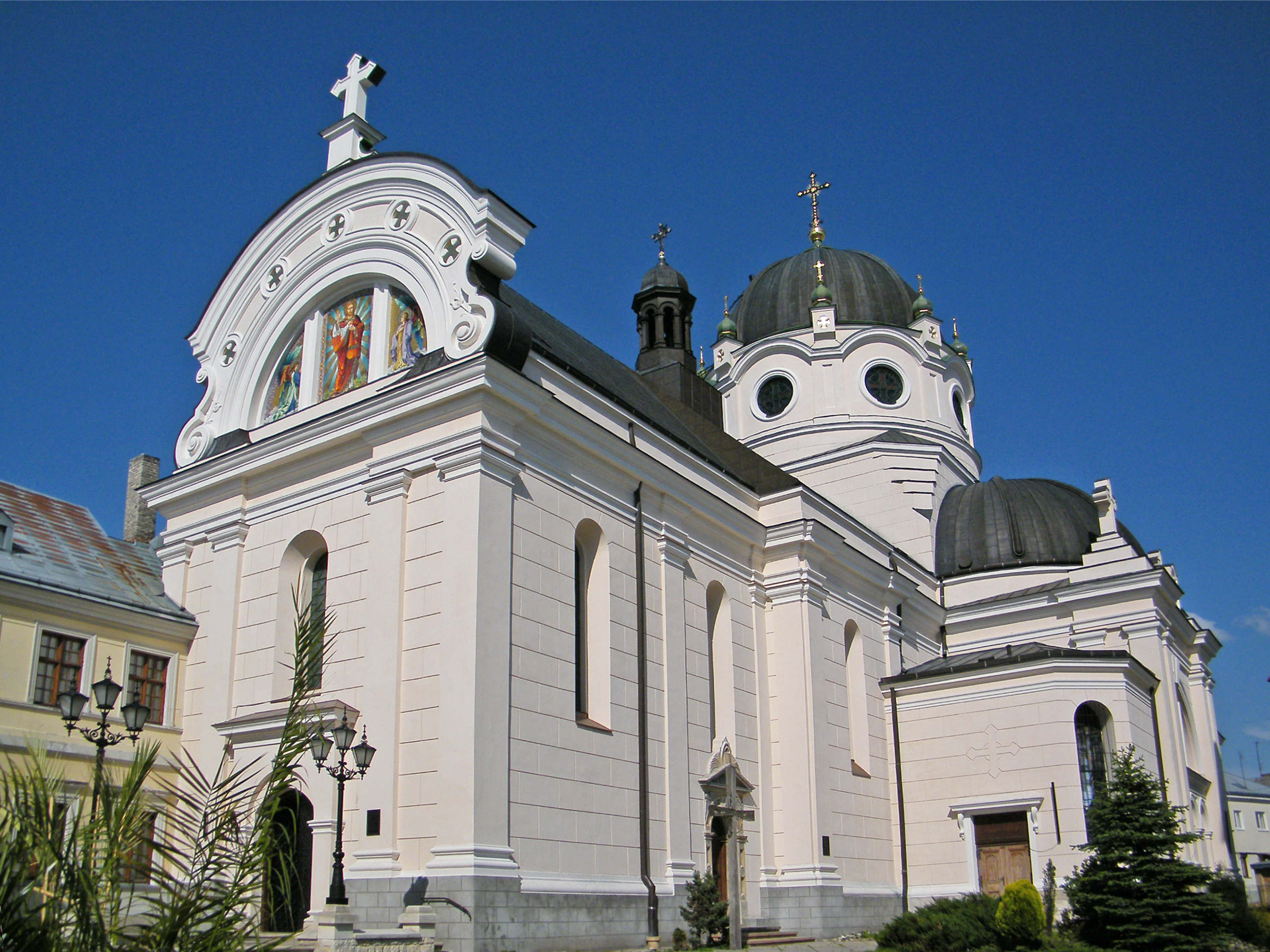
Kostel Srdce Ježíšova

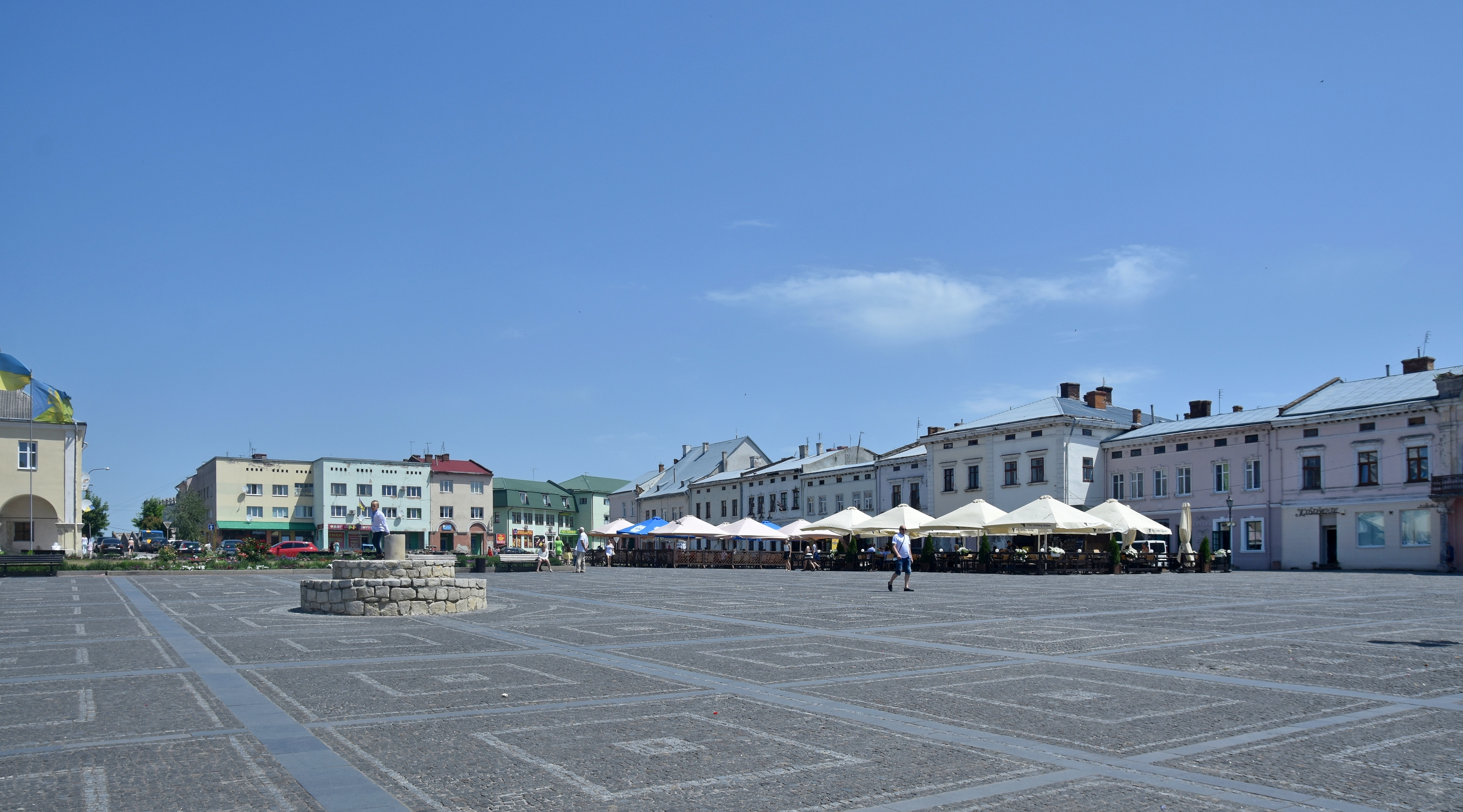
nám. Vičeva

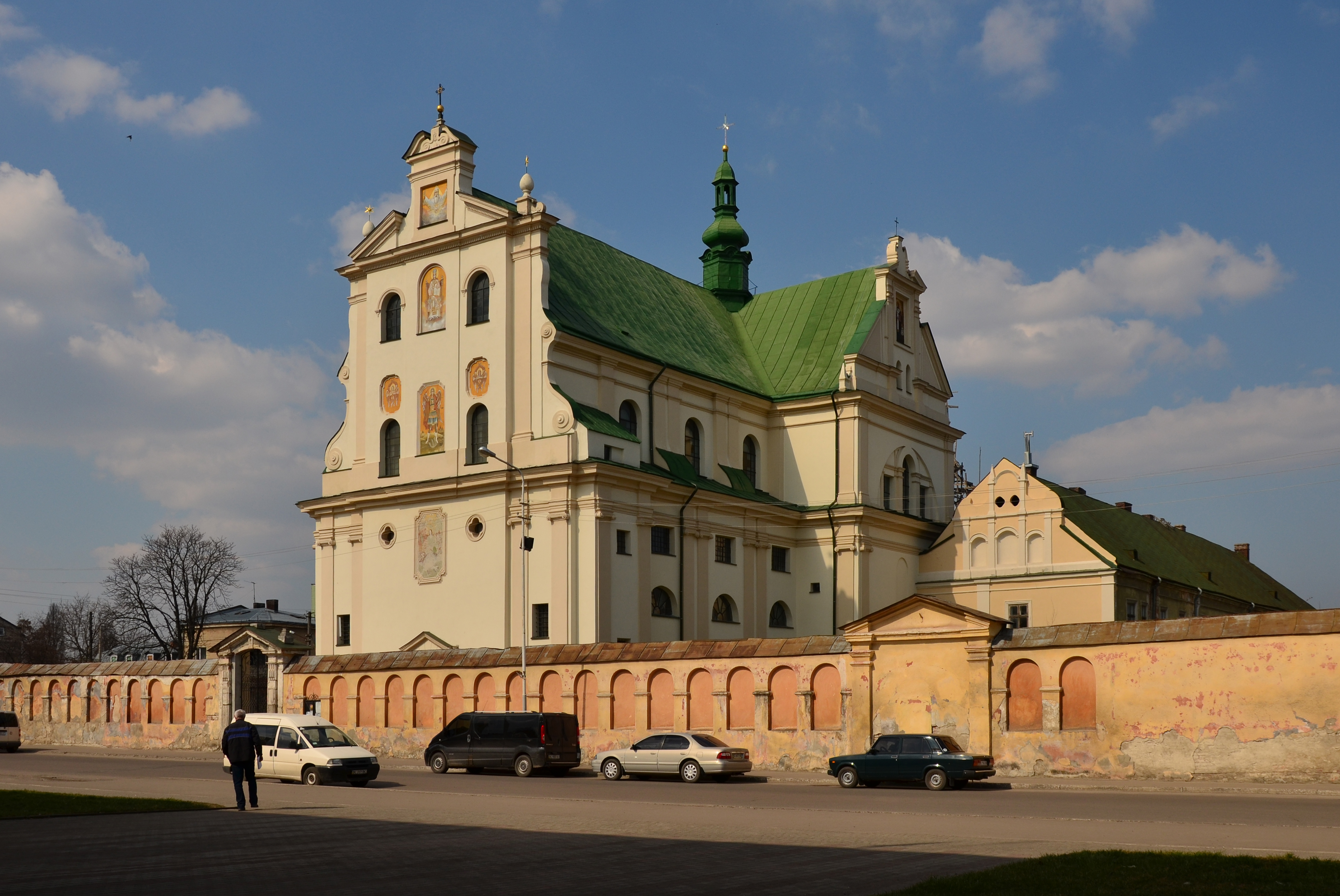
Kostel svatého Jozefata Mučedníka

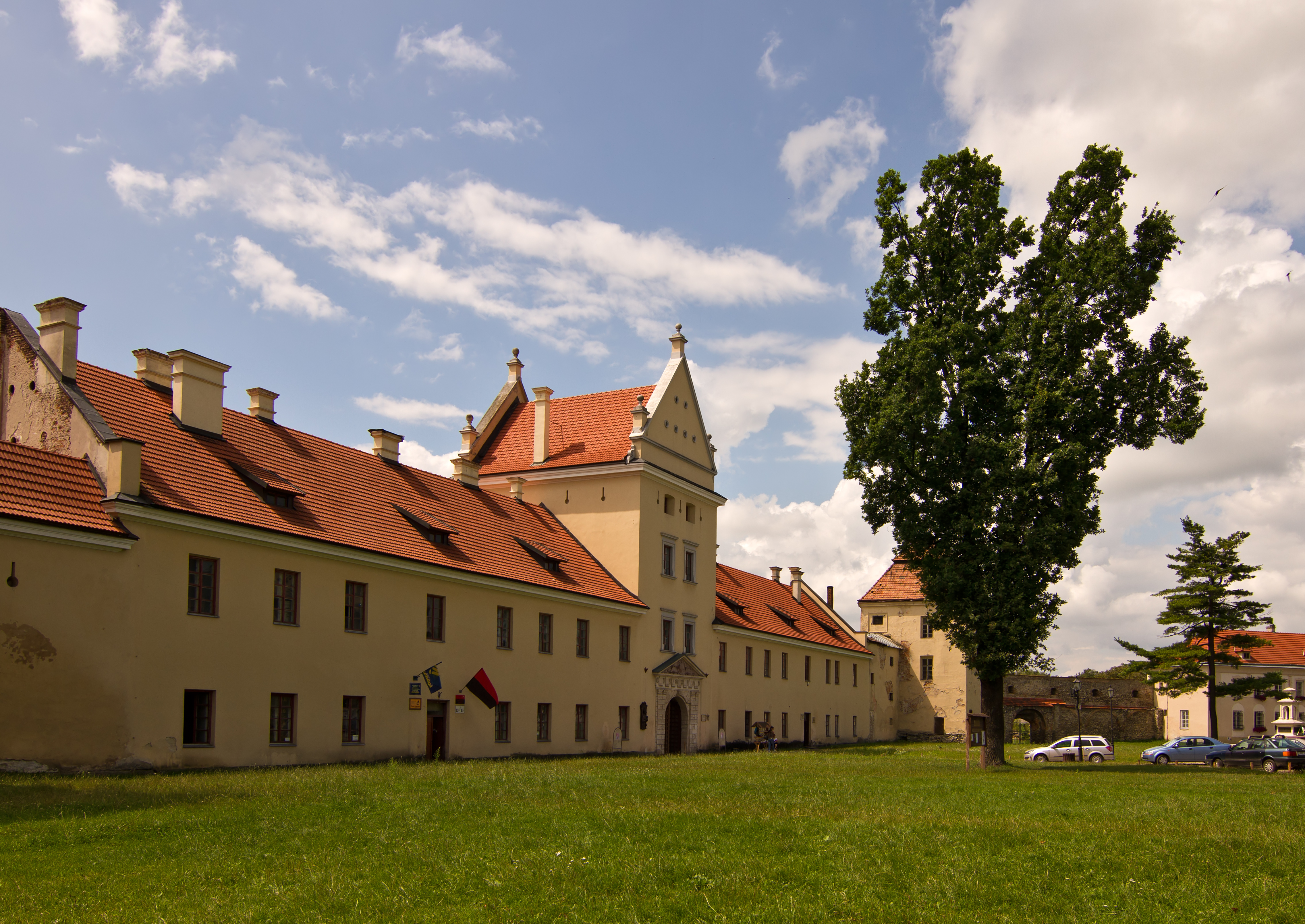
Zámek

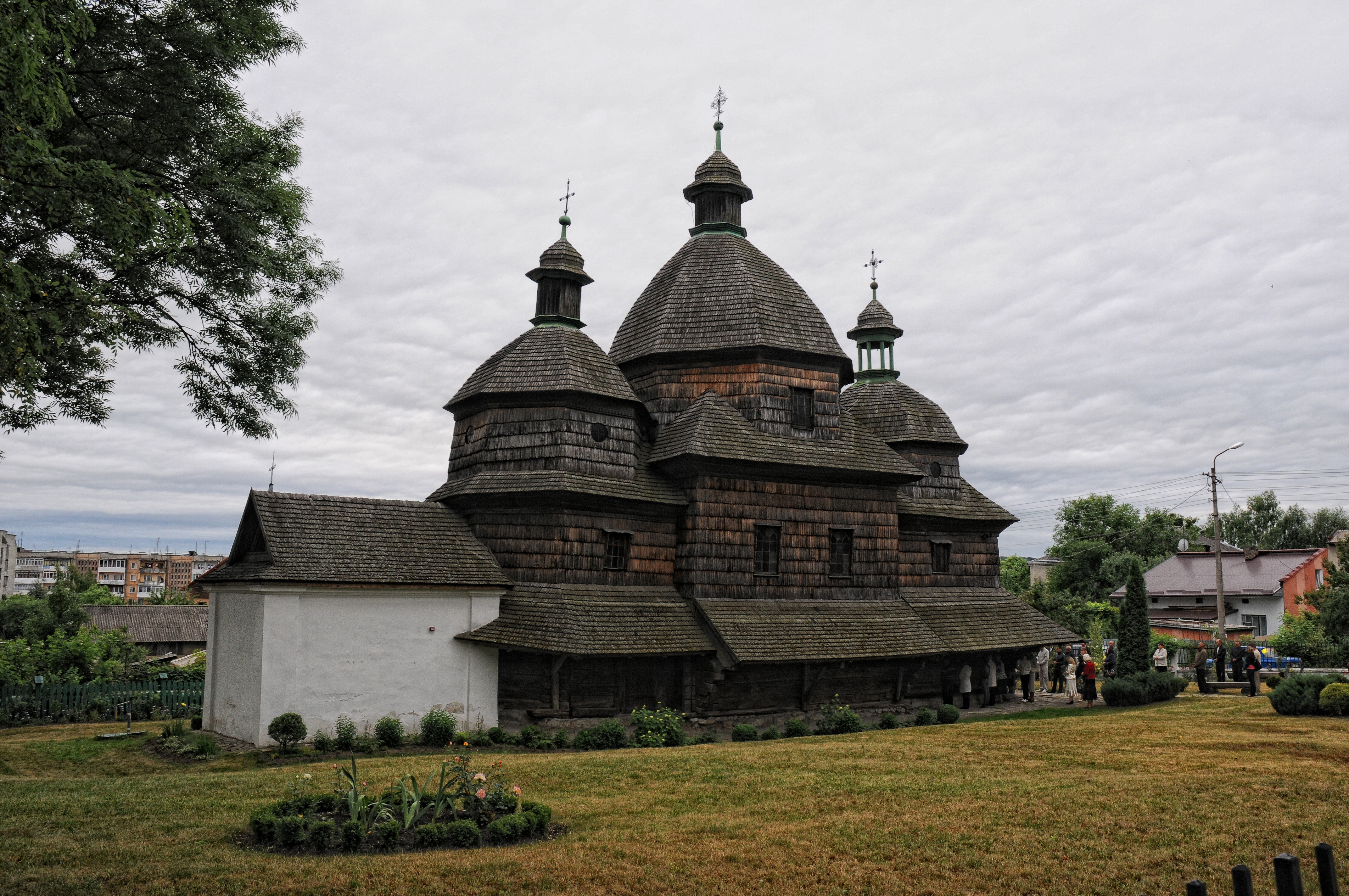
Kostel svaté Trojice

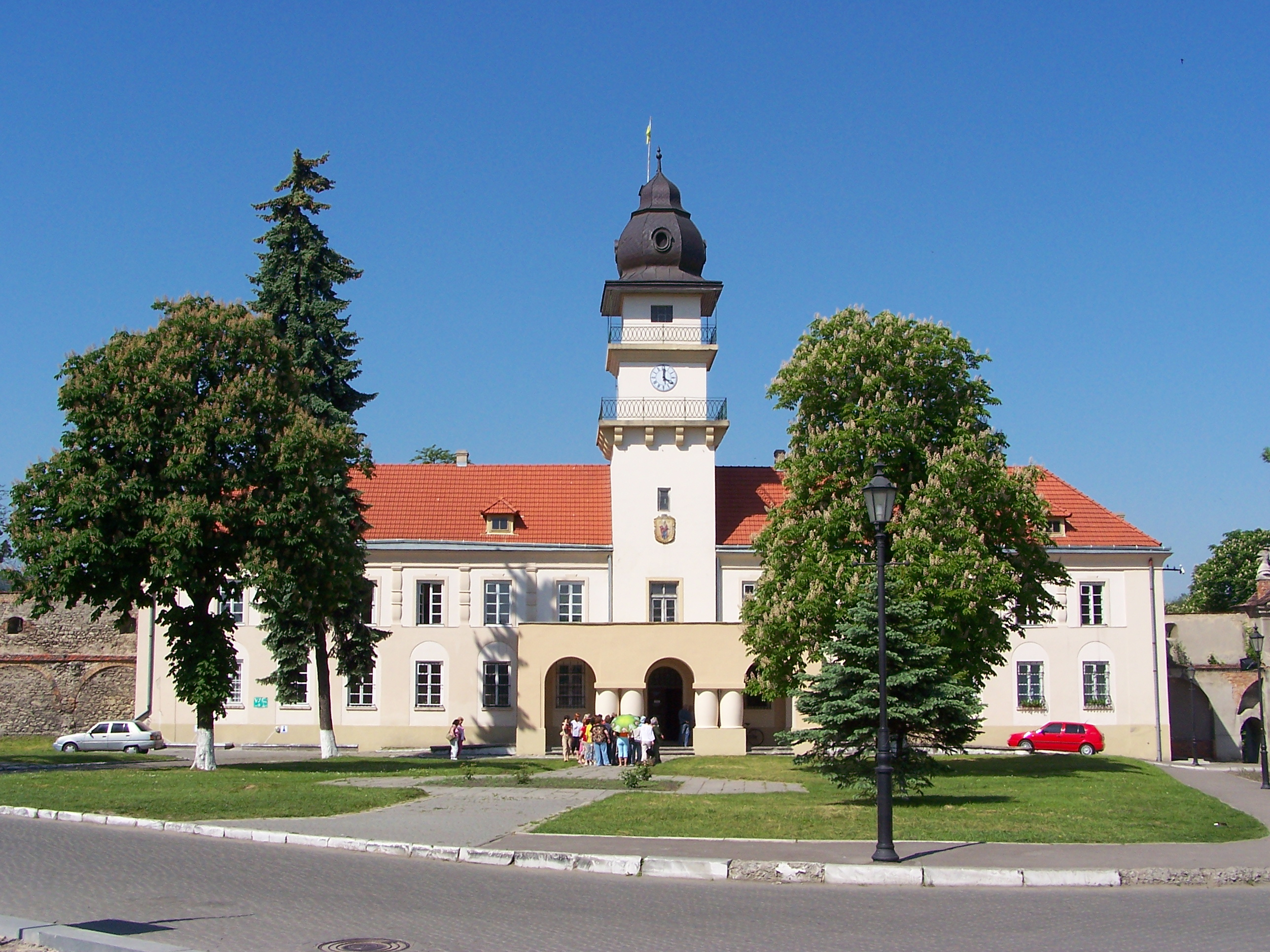
Radnice

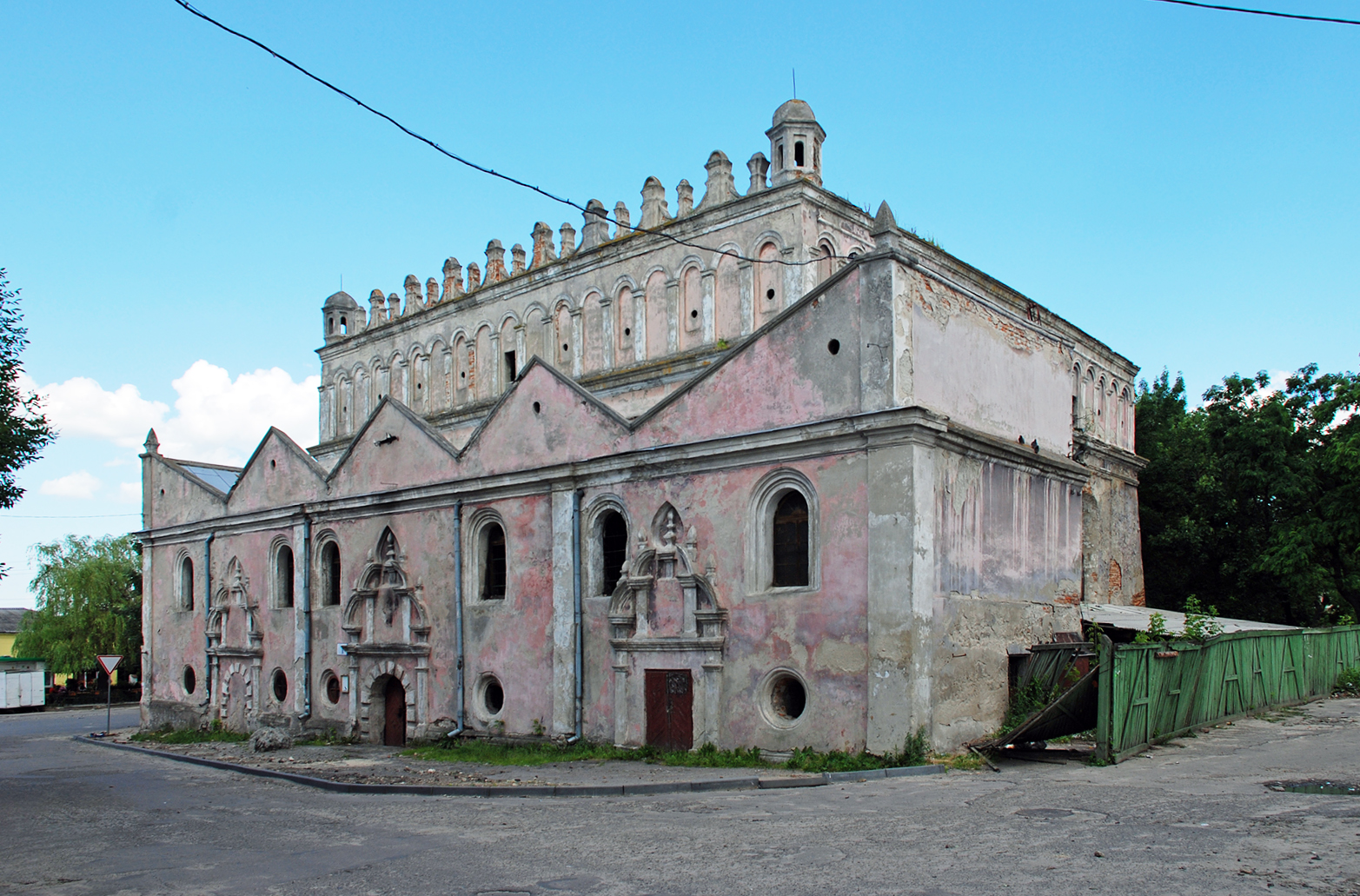
Synagoga v roce 2008

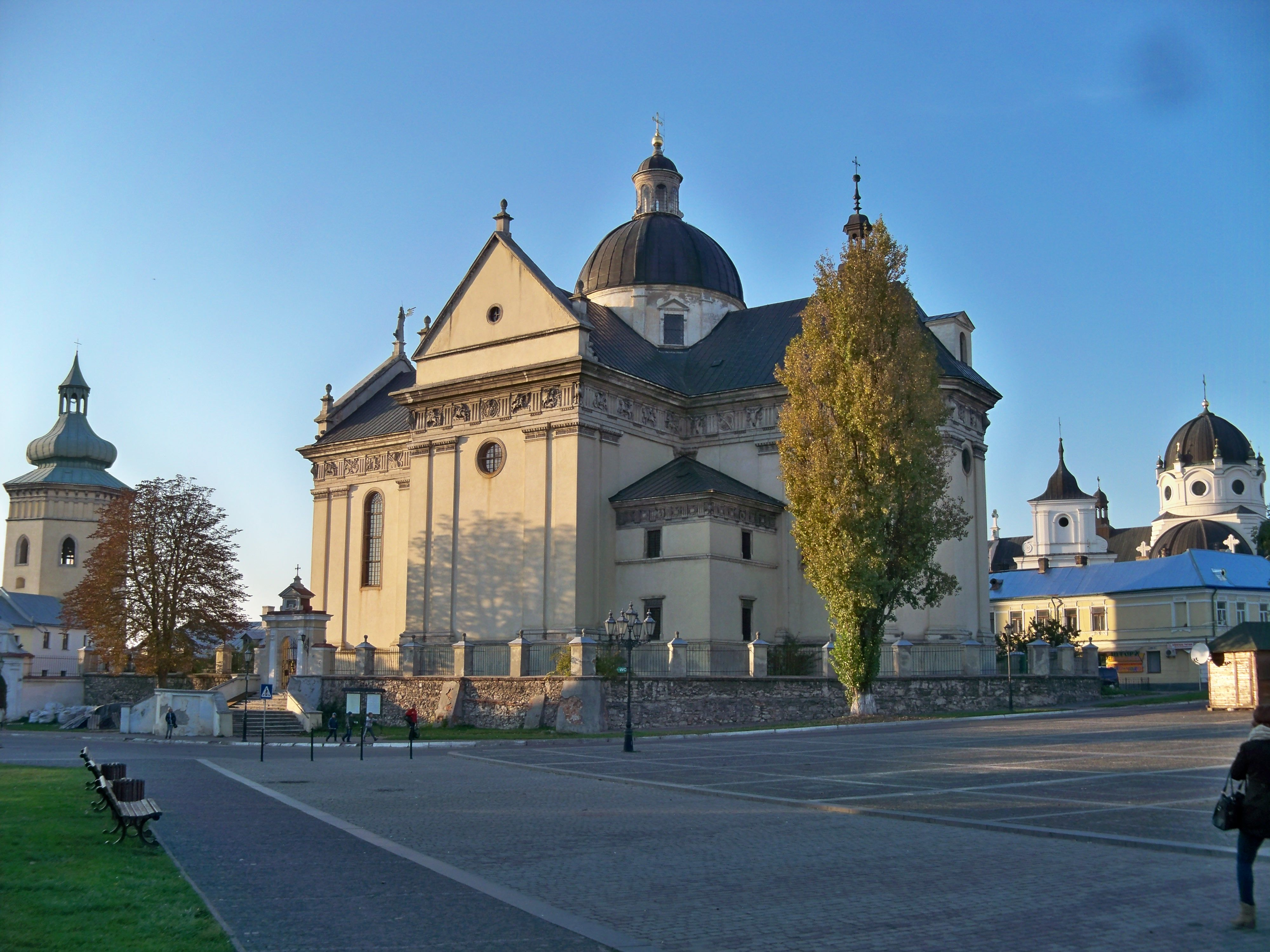
Kostel svatého Vavřince

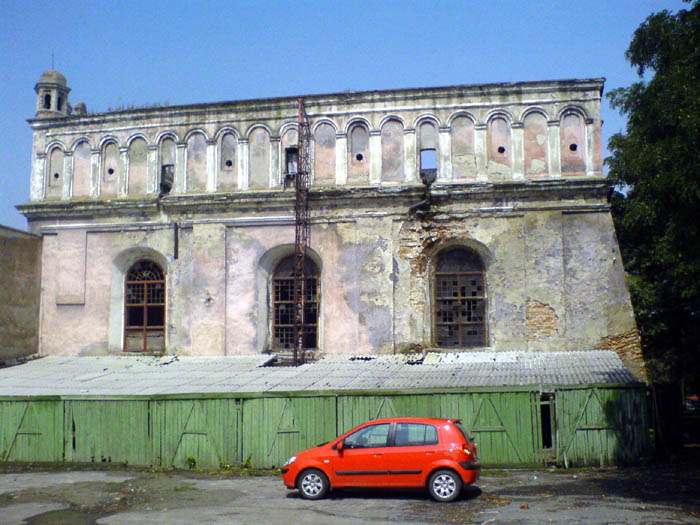
Synagoga v roce 2007

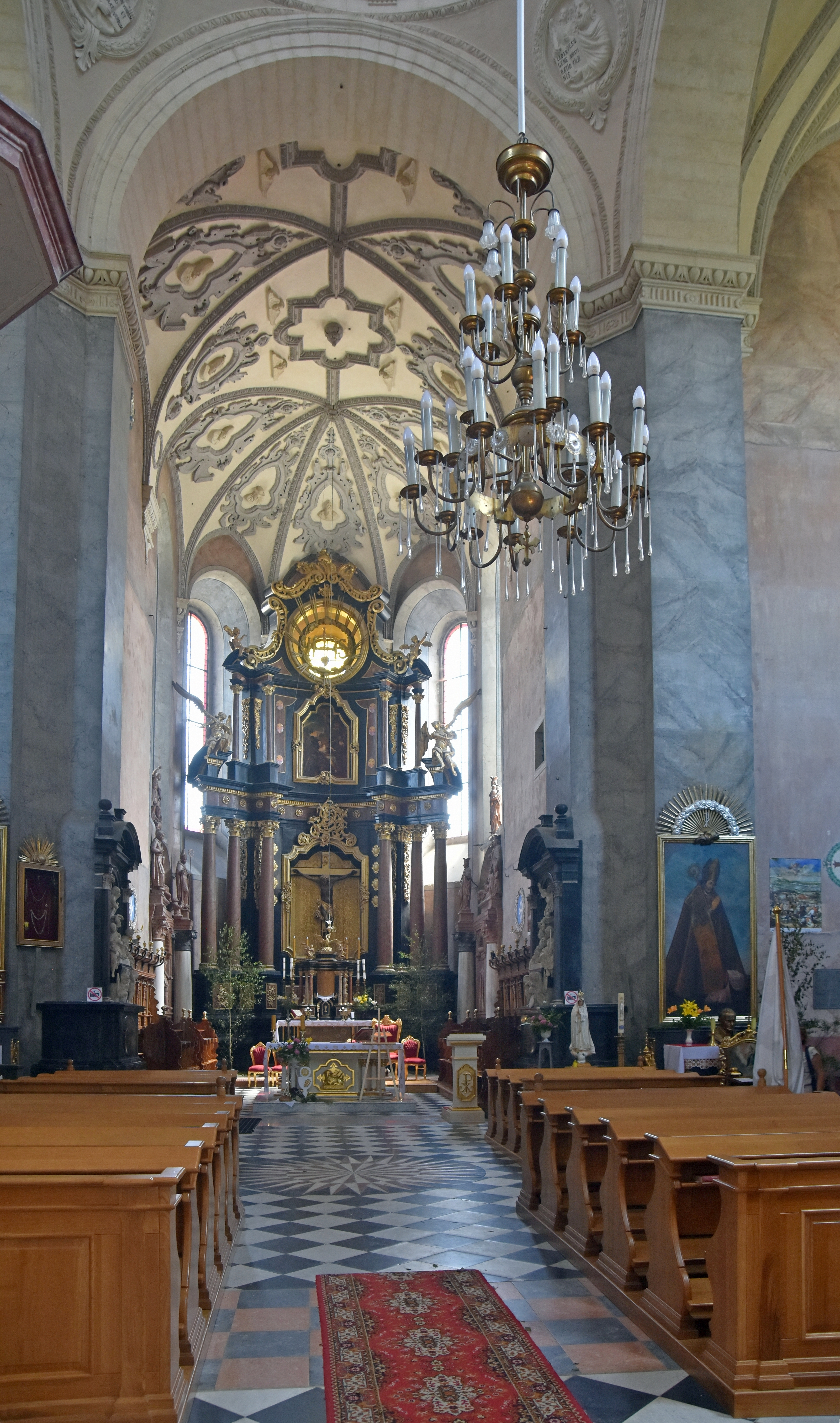
Interiér kostela svatého Vavřince

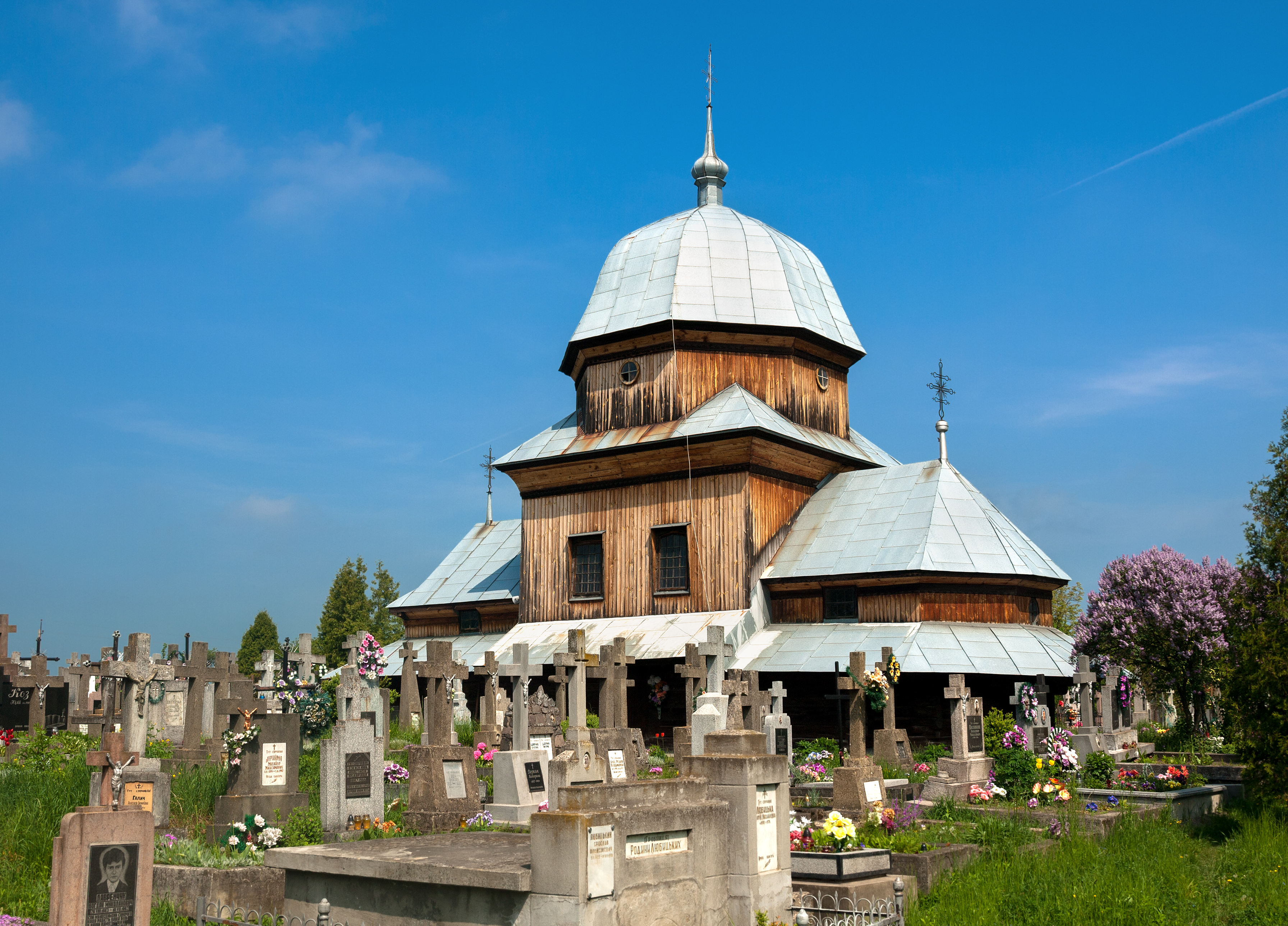
Kostel Narození Panny Marie

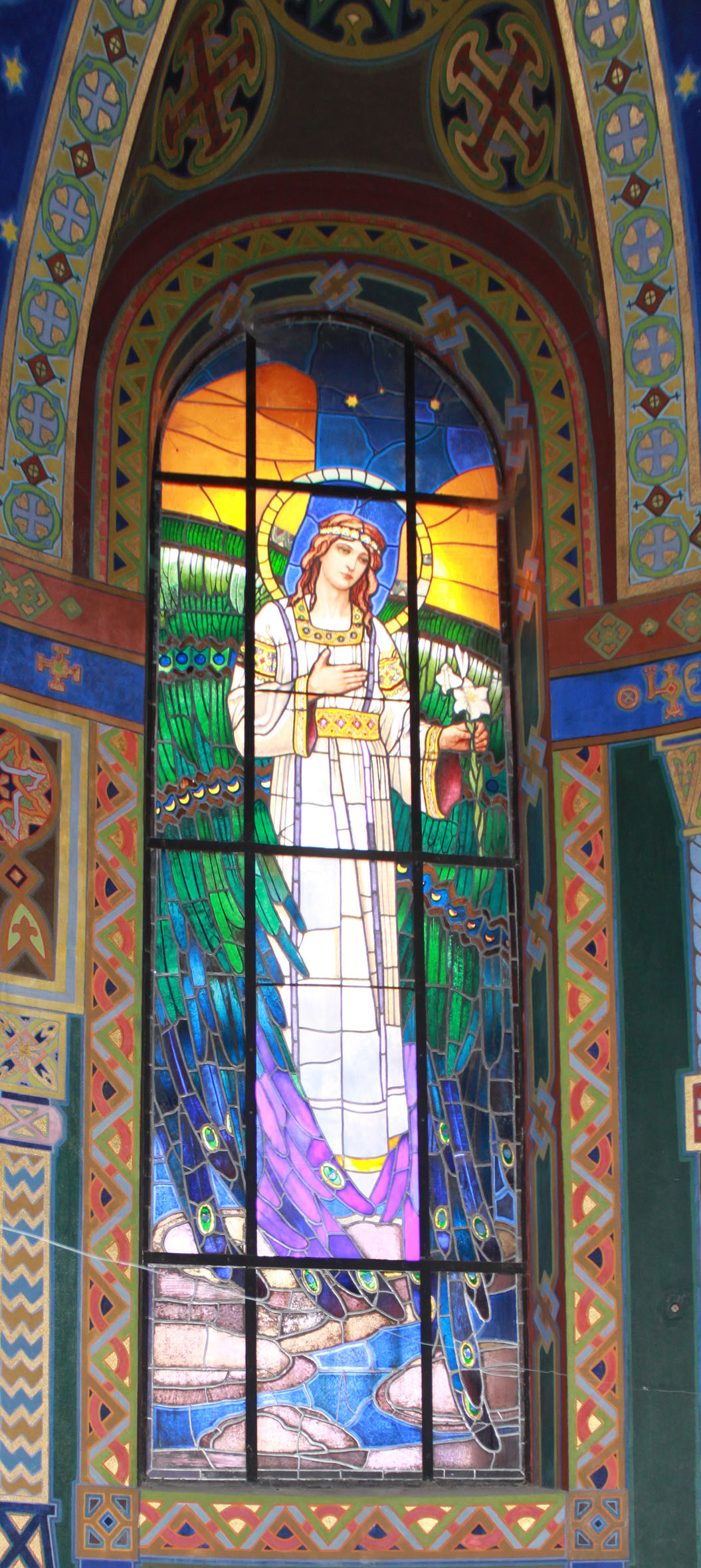
Archanděl Gabriel – vitráž v kostele svatého Vavřince

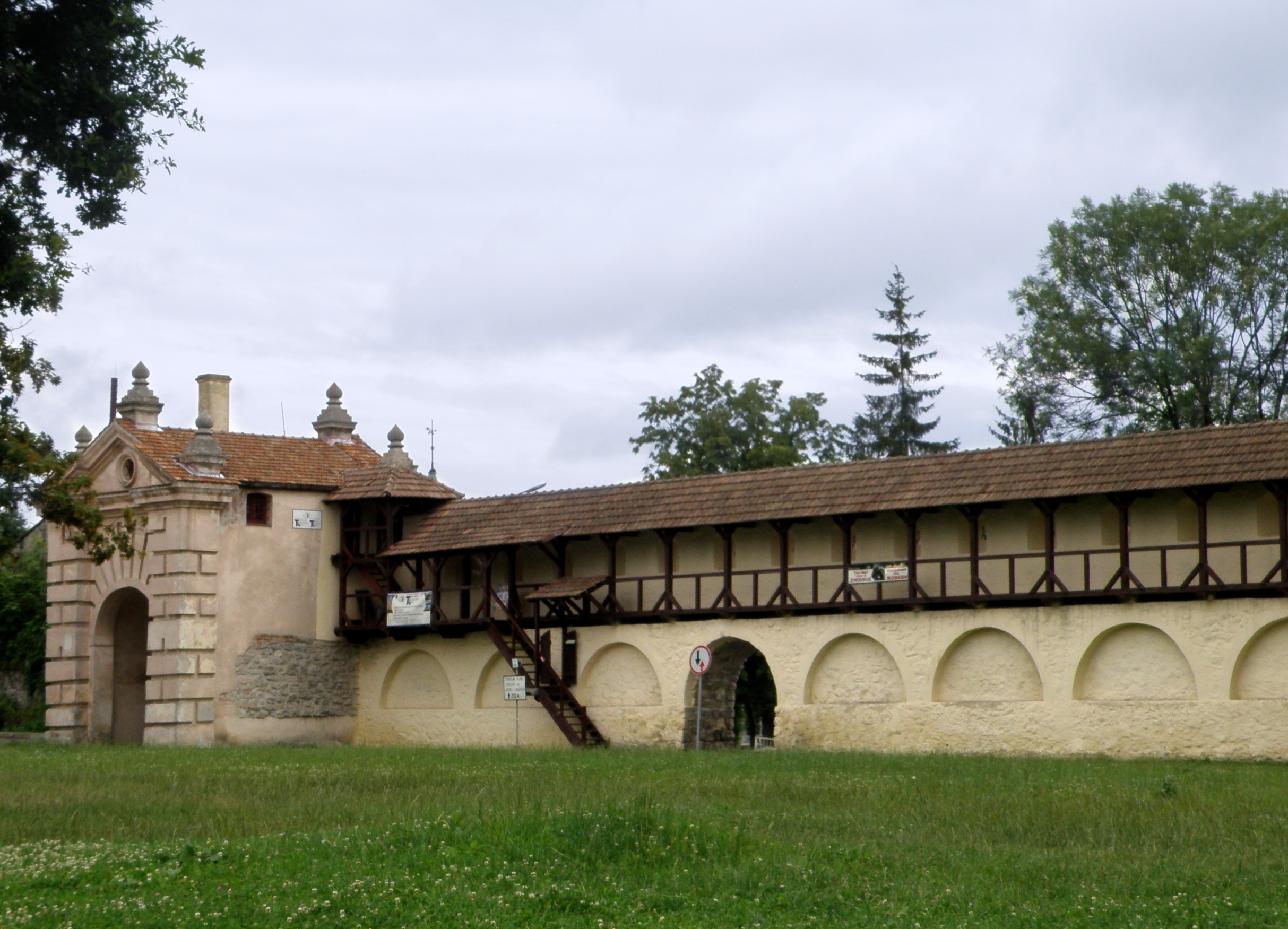
Zvěřinecká brána se zbytky hradeb

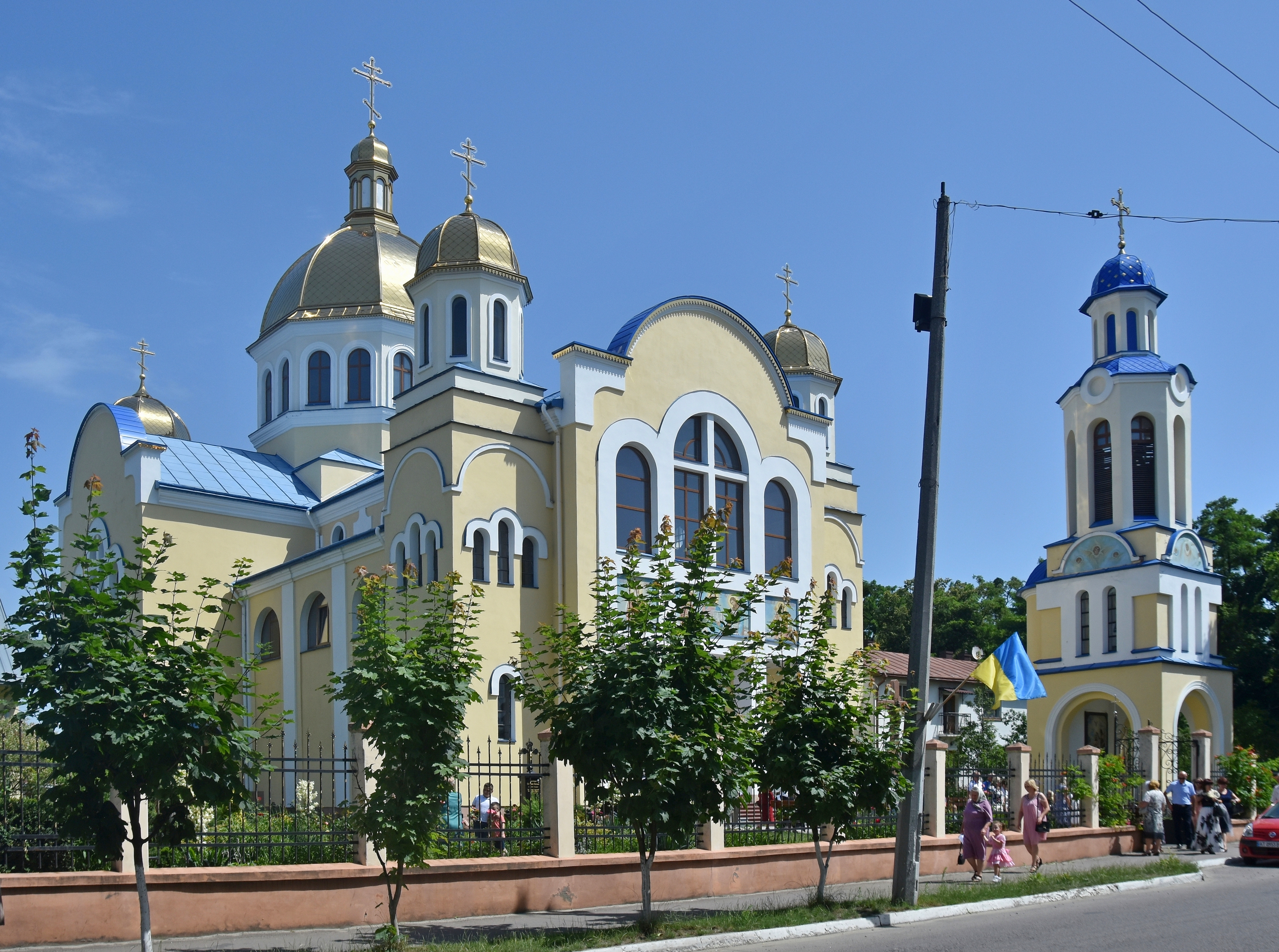
Kostel svatých apoštolů Petra a Pavle

Žovkva byla založena v roce 1597 polním korunním hejtmanem Stanislavem Žulkievským (Stanisław Żółkiewski) znaku Lubič (herb Lubicz). Město a hrad navrhl architekt Pavel Šťastný (Paweł Szczęśliwy), který byl jedním z představitelů italské školy architektury. Žulkievský požadoval vybudovat tzv. "ideální město", podobné renesančnímu městu Zámostí (Zamość), které bylo také soukromým městem. Žovkva získala magdeburské právo 22. února 1603 díky privilegiu krále Zikmunda III. Vasy. Zakladatel města od samého počátku osobně dohlížel na stavbu nejdůležitějších budov - hradu, katolického kostela a pravoslavného kostela. V jeho nepřítomnosti ho zastupovala jeho manželka Regina, rozená Herburtová.
Město bylo založeno na půdorysu nepravidelného pětiúhelníku s hradem, tržištěm a sousedním kolegiátním kostelem svatého Vavřince. Žovkva byla obehnána hradbami se čtyřmi branami. Zachovala se pouze část hradeb a brána Zvěřiněcká (Zwierzyniecka). Brána Hlynská byla zbořena v 60. letech 20. století (nevyhovovala průjezdu vojenské techniky). Stavbu města dokončila manželka Regina, která se stala, spolu se svým synem Janem, majitelkou Žovkvy po tragické smrti manžela v bitvě u Cecory v roce 1620. Poté město převzala její dcera – Sofie Danilovičová (Zofia Daniłowiczowa) a po ní její dcera Sofie Teofila, provdaná za krakovského purkrabího Jakuba Sobieského, jejichž syn se později stal králem Janem III. Město řídil volený soudce, potvrzovaný vlastníkem města.
Žovkva byla oblíbeným sídlem krále Jana III. Sobieského, který zde trávil většinu svého času. Král posílil město moderním opevněním, vystavěl stavby v barokním stylu a uložil sem své četné válečné trofeje. V té době byla ve městě zřízena škola kresby ikon, manufaktura na výrobu fajánse a tiskárna hebrejské literatury. Král také zrekonstruoval a vybavil kostel svatého Vavřince, spolufinancoval stavbu baziliánského kláštera s kostelem Srdce Ježíšova a novou synagogu. Ve stylu baroka přestavěl rovněž hrad Žovkev, který se stal v roce 1678 jeho královským sídlem. Od 2. poloviny 17. století až po počátek 18. století se město podstatně rozvinulo, byla vybudována řada nových kamenných budov s nádhernými zahradami a parkovou úpravou, město dosáhlo svého nejvyššího rozvoje a bohatství. V Žovkvě bylo pět pravoslavných kostelů, čtyři římskokatolické kostely a synagoga. Sbírka obrazů, grafiky, řezbářství, tapisérií, porcelánu a zbraní na zámku byla známá svou vysokou uměleckou hodnotou. Město bylo proslaveno malíři ikon a řezbáři.
V roce 1676 byl v Žovkvě francouzským králem Ludvíkem XIV. oceněn Řádem Ducha svatého král Jan III. Sobieský. V roce 1684, u příležitosti oslavy vítězství nad Osmanskou říší u Vídně, byly Janu III. a královně Marii Kazimíře, zvané Zlatá Růže, předány ocenění od papeže Innocenta XI. – posvěcený meč a klobouk.
Po smrti prince Jakuba Ludvíka Sobieského město zdědila jeho dcera Maria Karolina de Bouillon, která později Žovkvu v dědictví předala svému bratranci Michalovi Kazimírovi Radziwiłłovi (zvaný Rybeňka), tehdejšímu vilniuskému vojvodovi a velkému hejtmanovi Litvy. Byl to poslední majitel města, který se o něj staral. Jeho nástupci se o Žovkvu příliš nezajímali, město upadalo a majetek byl posléze vydražen a prodán.

### Období habsburské monarchie (1772–1918)
Po prvním dělení Polska, v roce 1772, se Žovkva stala v Haličsko-vladiměřském království krajským městem, které postupně spadalo pod habsburskou monarchii, Rakouské císařství a v letech 1866–1918 pod Rakousko-Uhersko.
Během první světové války, v září 1914, bylo město dobyto ruskou armádou. Rakousko-Uhersko ho získalo zpět po bitvě v červnu 1915.

### Období 20. století (1918–1998)
Od 1. listopadu 1918 do 16. května 1919 byla Žovkva pod správou Západoukrajinské lidové republiky. Od 16. května 1919 do 14. března 1923 pod prozatímní správou Polska, schválenou pařížskou mírovou konferencí 25. června 1919. Území východní Haliče, včetně Žovkvy, se dostalo pod svrchovanost Polska, po jeho uznání Radou velvyslanců 15. března 1923.
V období od 15. března 1923 do 16. srpna 1945 byla Žovkva okresním městem ve vojvodství Lvov. V tomto období zde sídlila posádka 6. jízdního střeleckého pluku hejtmana Stanislava Žulkievského.
Po agresi SSSR proti Polsku, 17. září 1939, a okupaci města Rudou armádou, zničili okupanti jak sochu krále Jana III. Sobieského, stojící před radnicí, tak i sochu zakladatele města hejtmana Stanislava Žulkievského v parku.
V průběhu druhé světové války ztratila Žovkva většinu svých obyvatel. Po německém útoku na SSSR, 22. června 1941, zavraždili členové NKVD 29 až 34 vězňů držených ve vazbě na zámku v Žovkvě (většina byla ukrajinské národnosti). Německé jednotky vstoupily do města 29. června 1941 a jejich příchod zachránil několik vězňů. Více než 5 000 Židů žijících v Žovkvě Němci zavraždili v letech 1942–1943 v příměstském Boreckém lese a v 22 km vzdáleném vyhlazovacím táboře v Belžci. Ve městě bylo zřízeno ghetto, do kterého byli přesídleni také Židé z měst Kulików a Mosty Wielkie. Téměř všichni Poláci opustili Žovkvu v letech 1944–1946 pod tlakem UPA a Sovětů. 24. července 1944 byla Žovkva znovu obsazena Rudou armádou. V poválečných letech bylo město osídleno Ukrajinci z okolních vesnic, Ukrajinci deportovanými z Polska a přistěhovalci ze střední a východní Ukrajiny.
Od 16. srpna 1945, po zabrání východního území Polska Sovětským svazem, se Žovkva stala okresním městem Ukrajinské SSR a v roce 1951 byla přejmenována na Nesterov, na počest ruského pilota z první světové války, Petra Něstěrova.
Po vyhlášení nezávislosti Ukrajiny, v roce 1992, byl původní název městu navrácen.
V roce 1994 byl Žovkvě udělen status Státní historické a architektonické rezervace. Od roku 1998 je Žovkva kandidátem na zápis na seznam světového dědictví UNESCO.

## Městské symboly

### Znak
Současný znak: Na zlatém poli štítu se nachází svatý Parthenius, který v pravé ruce drží zlatý pohár a v levé černou zmiji. Má modrý oděv a červený plášť. Štít je orámován dekorativní kartuší a zakončen stříbrnou městskou korunou se třemi baštami.
Znak rakouského období: má podobu štítu rozděleného na poloviny, na pravé straně je polovina erbu rodu Sobieského (erb Janina), na levé je polovina erbu rodu Radziwillů.

## Architektura
Žovkva byla postavena v období renesance na principu tzv. „ideálního města“. Tento koncept vycházel z představ Leonarda da Vinci – jednalo se o komplexní plánování lidských sídel, podřízené ekonomickým, sociálním a politickým faktorům, včetně utopických představ a často odvozené od estetických myšlenek. Mezi významné historické a architektonické stavby patří dostavba historického Tržního náměstí (nyní náměstí Vičeva) se zámkem z roku 1594, kostel svatého Vavřince ze 17. století, klášter baziliánů (17.–20. století) a klášter dominikánů (17.–18. století). Vysokou uměleckou hodnotu mají rovněž ukázky dřevěné architektury zachované na území bývalého předměstí a budova renesanční synagogy. Na malém prostoru historického centra, které má od roku 1994 status Státní historické a architektonické rezervace, je dnes asi 55 architektonických památek světové úrovně.
V Žovkvě působil významný německý barokní architekt a sochař Andreas Schlüter (1662(?)–1714), autor mnohých funerálních děl v Berlíně a Kalinigradu (Königsbergu). V kostele svatého Jozefata Kunceviče Biskupa a Mučedníka (klášter dominikánů) se zachovaly dva náhrobky tohoto mistra.

### Pamětihodnosti
- kolegiátní kostel svatého Vavřince
- klášter řádu baziliánů s kostelem Srdce Ježíšova
- klášter řádu dominikánů s kostelem svatého Jozefata Mučedníka
- kostel Svaté Trojice
- kostel Narození Panny Marie
- kostel svatého Lazara
- synagoga
- zámek Žovkva
- radnice
- arkádové domy na náměstí Vičeva
- Zvěřiněcká brána
- Hlynská (dříve Krakovská) brána

## Význačné osobnosti spjaté s městem
- Stanisław Żółkiewski – zakladatel města
- Jan III. Sobieski – polský král
- Mychajlo Korol – právník a politik ukrajinské (rusínské) národnosti z Haliče, na počátku 20. století poslanec Říšské rady
- Juliusz Nahlik – starosta

## Partnerská města
- Zamość (PL)
- Węgrów (PL)
- Tomaszów Lubelski (PL)
- Cieszanów (PL)